# Hoeljajpole
Hoeljajpole (Oekraïens: Гуляйполе) is een Oekraïense stad in de Oblast Zaporizja. Hoeljajpole had volgens de census van 2013 een inwonertal van 14.678.

## Geschiedenis
Hoeljajpole bezat in het jaar 1788 ongeveer 150 inwoners. De regio rond Hoeljajpole werd voor de annexatie van het Krimse Kanaat door het Russische Keizerrijk voornamelijk bewoond door kozakken en het nomadische Nogai-volk. Tijdens de Russische Burgeroorlog was Hoeljajpole lange tijd onderdeel van de Vrije Zone van Oekraïne en de machtsbasis van het Zwarte Leger. Tussen 1917 en 1921 wisselde de stad zestienmaal van bezetter, waaronder het Rode Leger, Oekraïense nationalisten van Symon Petljoera, troepen van Oostenrijk-Hongarije, de Hetmannaat, het Witte Leger en het Zwarte Leger van Nestor Machno.
Sinds 1938 heeft Hoeljajpole officieel de status van een stad.
Tussen 6 oktober 1941 en 16 september 1943 was de stad bezet door de Duitse Wehrmacht.
Bevolkingsontwikkeling
| 1939   | 1959   | 1970   | 1979   | 1989   | 2001   | 2013   |
| ------ | ------ | ------ | ------ | ------ | ------ | ------ |
| 16.449 | 17.220 | 16.236 | 17.053 | 19.198 | 17.077 | 14.678 |

## Geboren

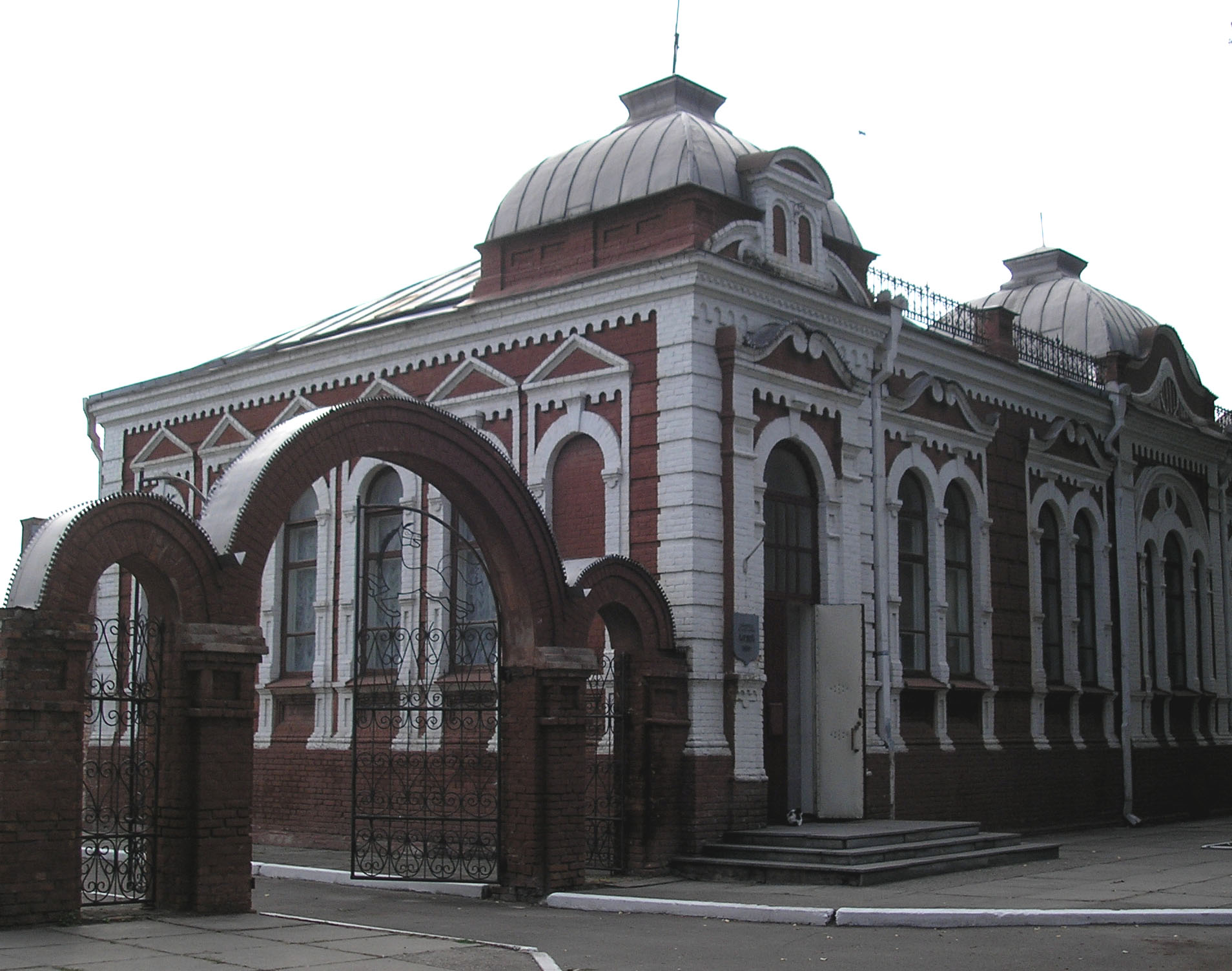
Museum in voormalige bankgebouw uit 1901

- Nestor Machno
- Simon Karetnik
- Boris Veretelnikov
- Voldemar Antoni
- Peter Gavrilenko